# Жальгіріс (Каунас)
Жа́льгіріс (лит. Žalgiris) — литовський баскетбольний клуб із міста Каунаса, один з найтитулованіших клубів країни. Виступає в Литовській баскетбольній лізі (лит. Lietuvos krepšinio lyga).

## Історія

### Фінальна серія 1988—1989
У сезоні 1988–1989 років у фінальній серії Чемпіонату СРСР поступився київському «Будівельнику», причому долю всієї серії вирішив вдалий кидок «відчаю» киянина Олександра Волкова ледь не з центрального кола. Однак цьому передували скасування арбітром вдалого і вчасного кидка Волкова, додатковий час поєдинку, у якому перемогли литовці (98:93), протест представників «Будівельника», який задовольнили. Слід додати, що у фінальній серії 1987 року, виступаючи за ЦСКА («рекрутований» до стану москвичів для «проходження» строкової служби), Волков так само незадовго до фінальної сирени влучив з-за дуги, зрівнявши рахунок матчу з «Жальгірісом» — 83:83.

## Відомі люди

### Тренери
- Владас Гарастас
- Шарунас Ясікявічус

### Гравці
- Арвідас Сабоніс
- Рімас Куртінайтіс
- Сергеюс Йовайша
- Ґінтарас Крапікас
- Донатас Мотеюнас
- Вальдемарас Хомічюс